# USS Vandegrift (FFG-48)
USS Vandegrift (FFG-48) – amerykańska fregata rakietowa typu Oliver Hazard Perry, pierwszy okręt należący do United States Navy noszący nazwę pochodzącą od generała US Marine Corps Alexandra Vandergrifta.
Fregatę zwodowano 24 listopada 1984 roku. 5 stycznia roku 1987 wyruszyła w dziewiczy, półroczny rejs dookoła świata. Większość służby w latach 80. i 90. Vandegrift odbył w Azji, zwłaszcza na wodach Zatoki Perskiej, trafił tam między innymi w marcu 1990 roku, uczestniczył więc w wojnie w Zatoce Perskiej. W późniejszym okresie nadzorował utrzymywanie sankcji nałożonych przez ONZ na Irak.
Wiosną 1998 roku Vandegrifta przebazowano z San Diego do Yokosuki, gdzie wszedł w skład grupy bojowej lotniskowca USS Kitty Hawk. Po 11 września 2001 roku wysłano go na wody Malakki, gdzie miał zapewniać bezpieczeństwo statkom podróżującym tą najbardziej uczęszczaną drogą wodną świata. Wkrótce wziął też udział w operacji Iraqi Freedom, eskortując jednostki transportowe w cieśninie Ormuz; przechwycił także dwa irackie stawiacze min.
Jego portem macierzystym było San Diego w stanie Kalifornia (Naval Base San Diego). Wchodził w skład 1. Eskadry Niszczycieli. Okręt został wycofany ze służby 19 lutego 2015, ma zostać zatopiony jako cel w trakcie ćwiczeń RIMPAC lub Valiant Shield.
USS Vandegrift jest też pierwszym amerykańskim okrętem, który zawinął do Zhanjiangu i Sakaty oraz odwiedził Timor Wschodni, a także pierwszym po trzydziestoletniej przerwie, który zawinął do miasta Ho Chi Minh.